# Soufflerie MARHy

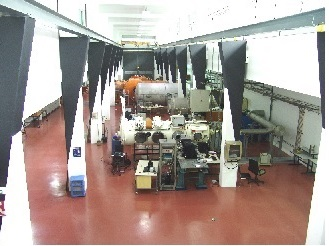
Plateforme expérimentale FAST. Responsable Viviana LAGO. Laboratoire ICARE, CNRS Orléans

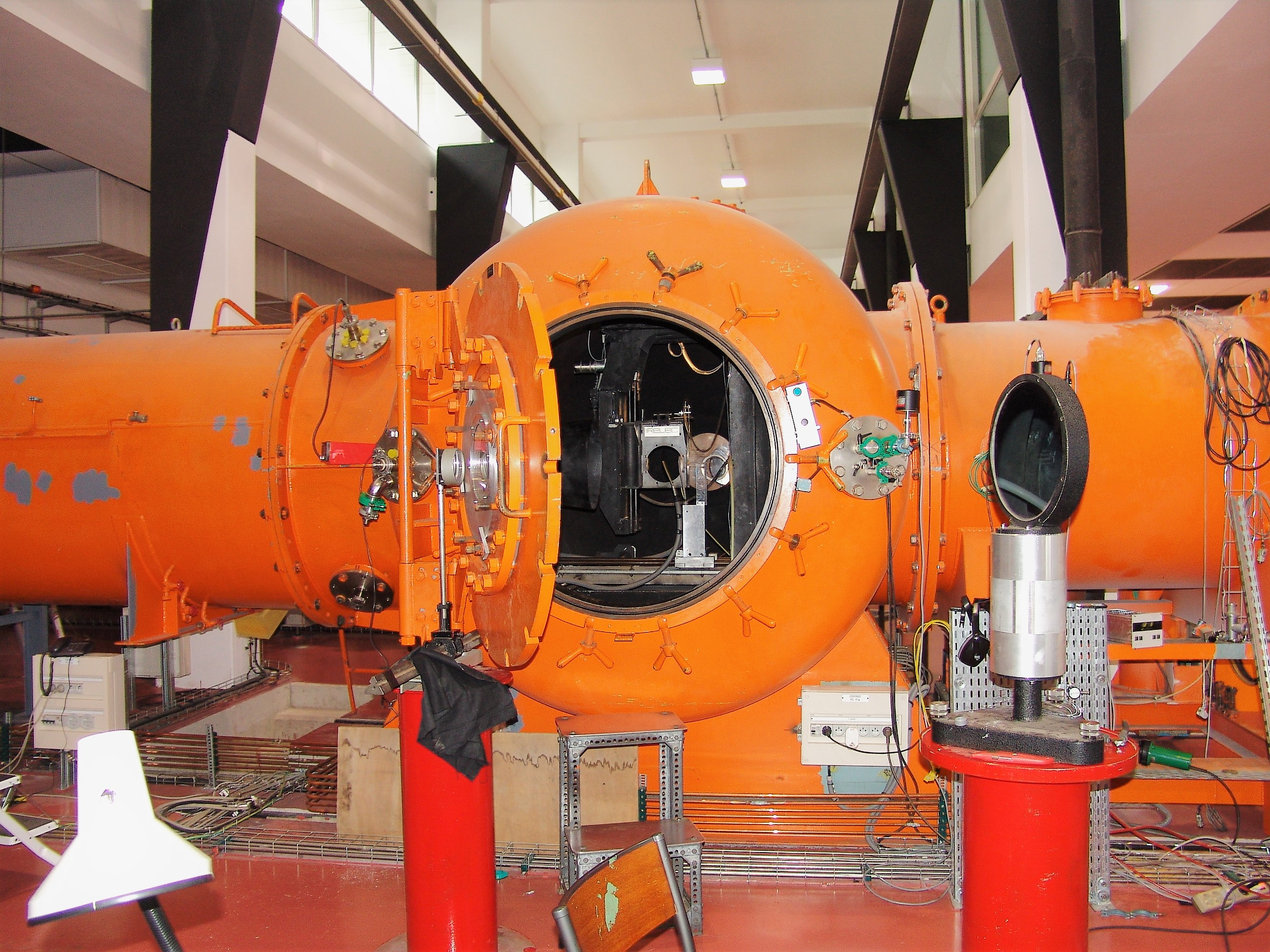
Photo de la soufflerie MARHy

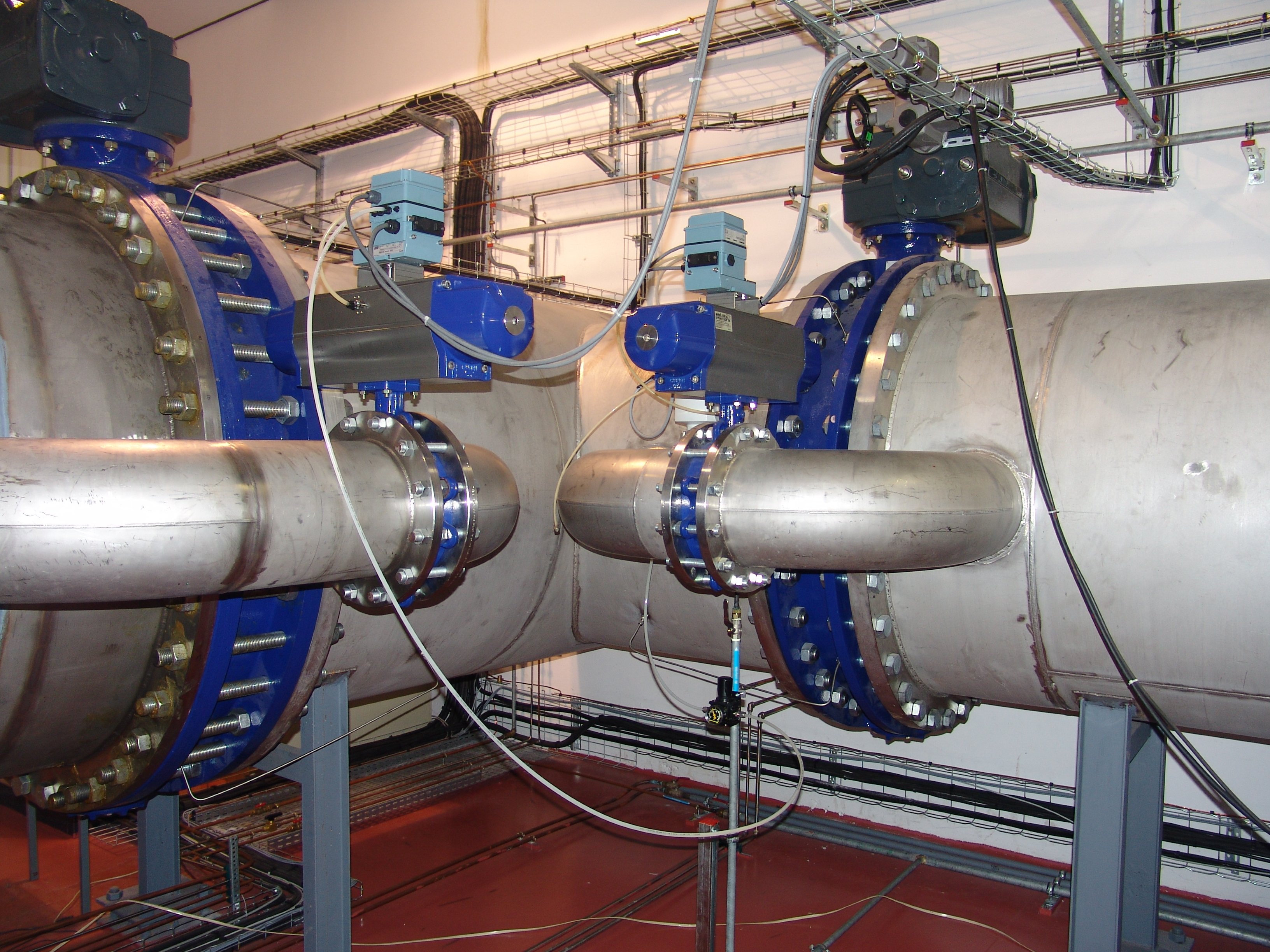
Buterfly valves of the facility Marhy (plateforme FAST, ICARE, CNRS Orléans)

La soufflerie raréfiée hypersonique MARHy est un équipement de laboratoire exploité notamment pour la recherche aéronautique et spatiale, situé au laboratoire ICARE, sur le campus du Centre national de la recherche scientifique (CNRS) d'Orléans dans le département du Loiret en région Centre-Val de Loire (France).
Il est utilisé dans le cadre de recherches fondamentales et/ou appliquées à l'étude des phénomènes de dynamique des fluides des écoulements compressibles raréfiés. Le nom MARHy est un acronyme pour Mach Adaptable Raréfié Hypersonique et la soufflerie est enregistrée sous ce nom dans le portail européen MERIL recensant les moyens d'essais en Europe.
Ce moyen d'essai a été construit en 1963 et fait partie de la plateforme expérimentale FAST comportant deux autres moyens d'essais : PHEDRA et EDITH.

## Historique
En 1962, le Centre national d'études spatiales (CNES) décide de construire une soufflerie basses densités et grandes vitesses, essentielle aux études aérodynamiques et aérothermiques dans les écoulements de gaz raréfiés. La soufflerie nommée SR3 est ainsi assemblée au laboratoire d'aérothermique à Meudon (Hauts-de-Seine). Le développement du moyen d'essai est confié à la SESSIA, unbureau d'études spécialisé dans les ouvrages industriels liés à l'aéronautique. La soufflerie SR3 est achevé un an plus tard, en 1963.
En 2000, à la suite de la fusion du laboratoire d'aérothermique et du laboratoire de combustion et système réactifs, la soufflerie est déplacée au laboratoire ICARE à Orléans (Loiret). SR3 change alors de nom pour devenir MARHy.

## Précisions techniques
MARHy est un moyen d'essai permettant de simuler des écoulements raréfiés, super/hypersoniques en mode continu et en circuit ouvert.

### Dimensions
La soufflerie est composée de trois parties:
- la chambre de stabilisation équipée d'un cône brise-jet : longueur de 2,6 m, diamètre interne de 1,2 m.
- la chambre d'expériences cylindrique : longueur de 3,5 m, diamètre de 2 m.
- le diffuseur se prolongeant jusqu'au groupe de pompage : longueur de 10 m et diamètre de 1,4 m.

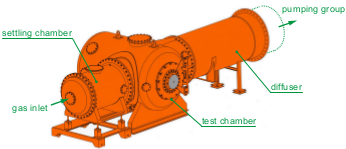
Schéma de la soufflerie MARHy.

Pour permettre de générer les bonnes conditions d'écoulements et d'atteindre les niveaux de raréfactions attendus, deux types de moyens de pompage sont prévus. En effet, pour les écoulements à hautes densités, les deux pompes à palettes ou pompes primaires sont associées à un nombre maximum de 14 pompes Roots.
Une gamme complète de tuyères allant de la tuyère cylindrique à la conique équipée d'un col interchangeable permet d'obtenir un domaine opérationnel allant du subsonique à l'hypersonique. MARHy peut simuler jusqu'à 19 différents types découlements selon la tuyère installée et les conditions génératrices associées. Quand un prolongateur est ajouté au diffuseur, on peut atteindre une pression statique inférieure à 10−2 dans la chambre d'expériences.

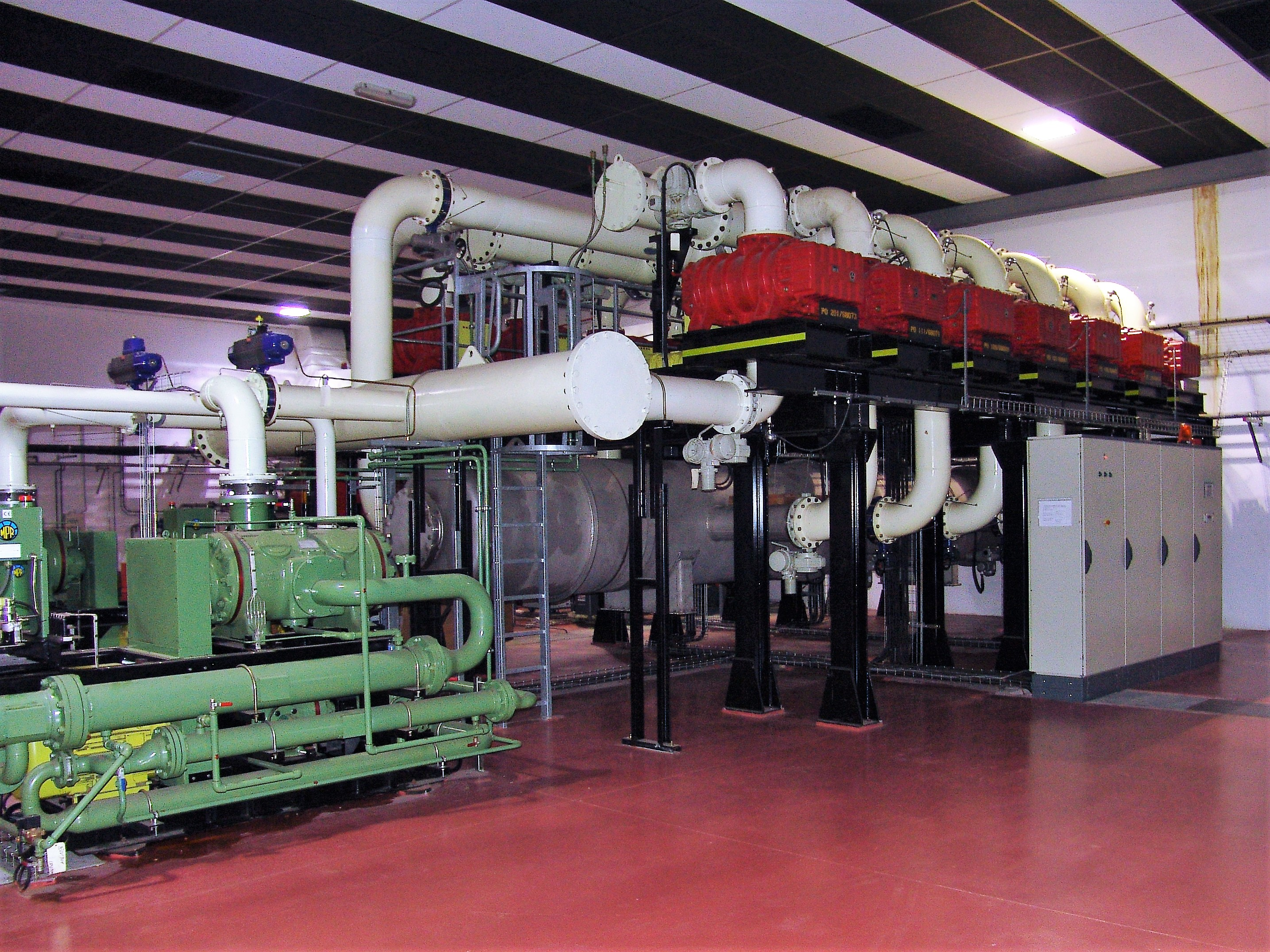
Photo du groupe de pompage.

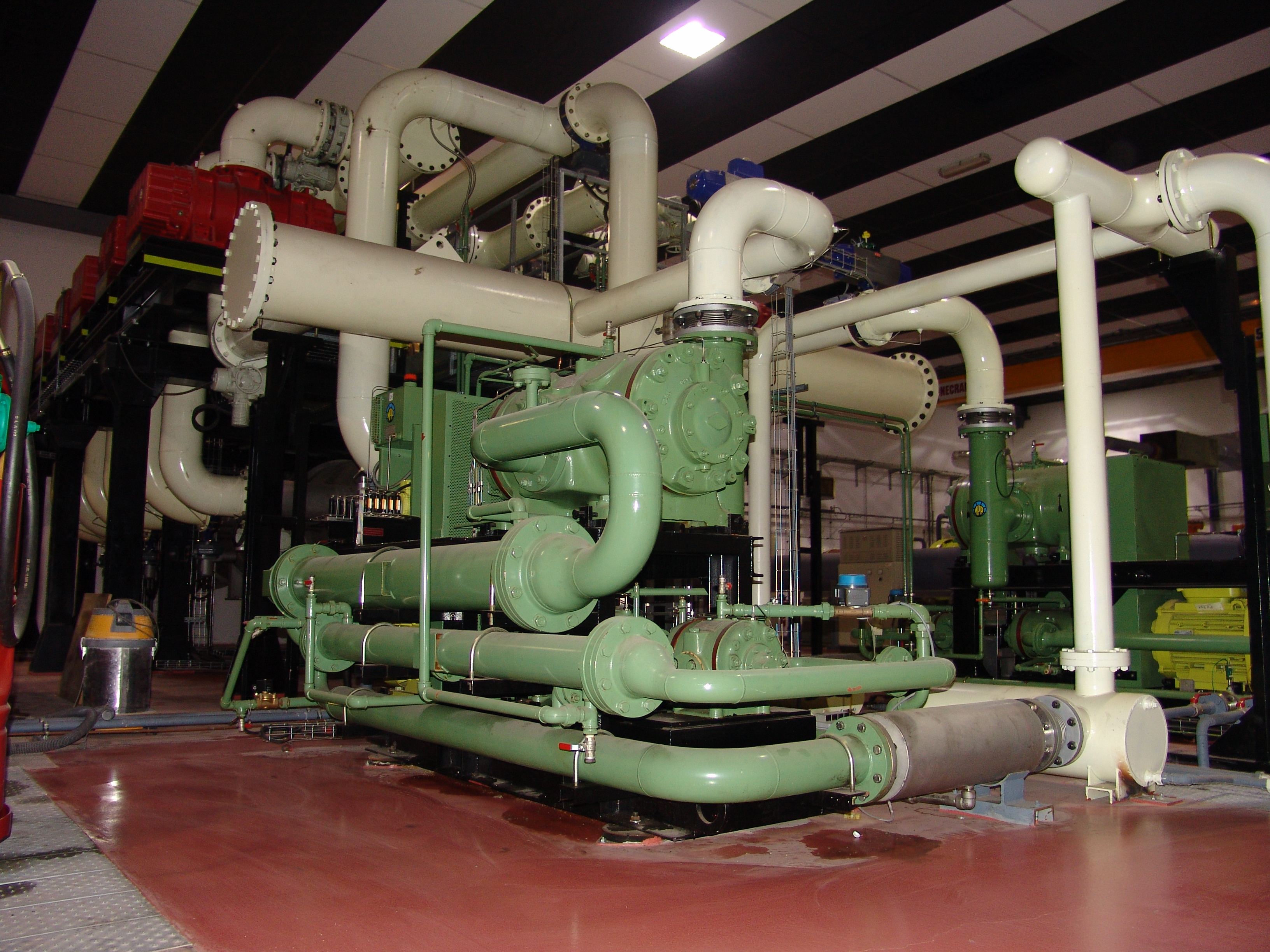
Pompes primaires GP Marhy (plateforme FAST, ICARE, CNRS Orléans).

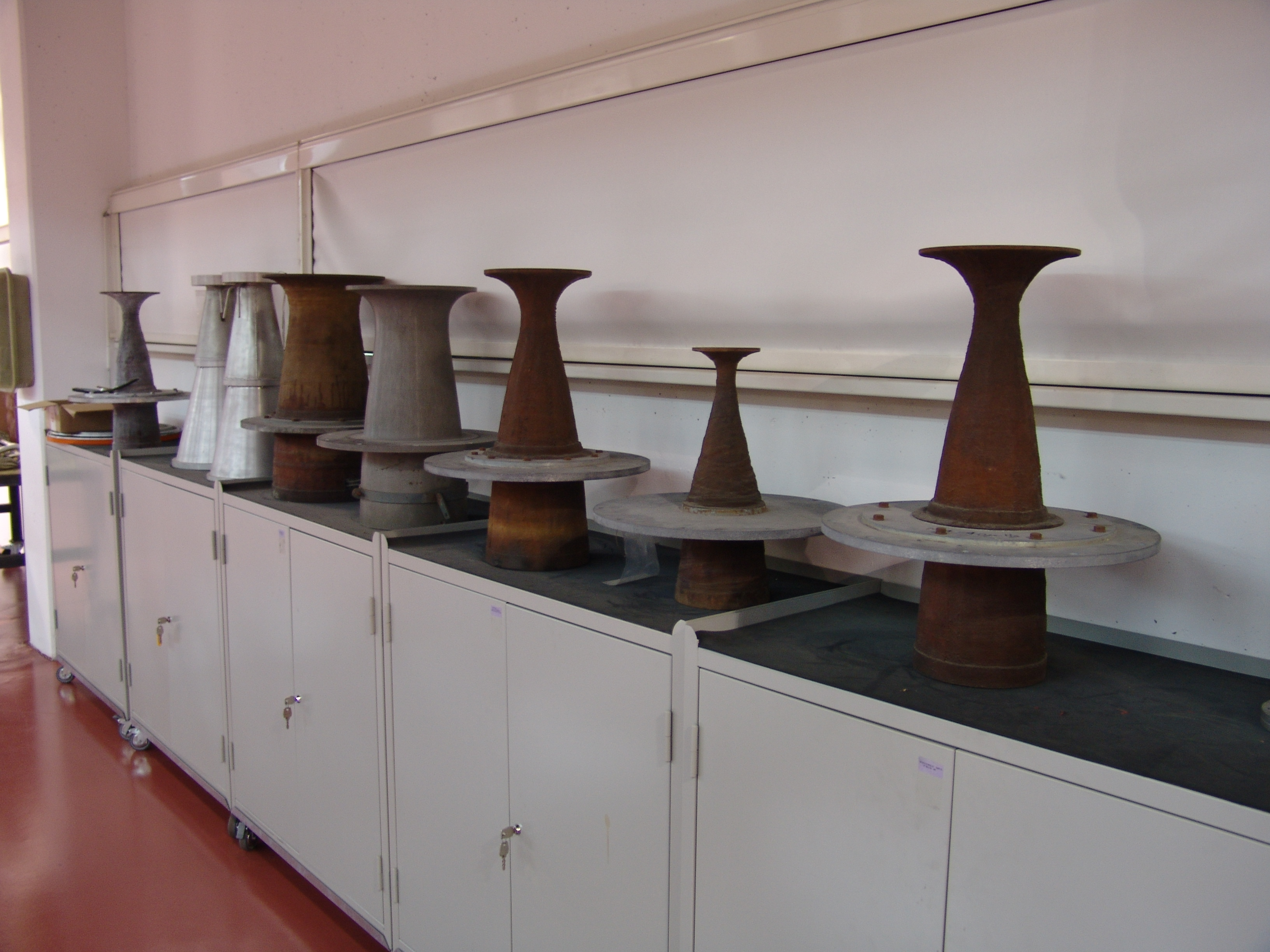
Tuyères supersoniques de la soufflerie Marhy (plateforme FAST, ICARE, CNRS Orléans)

| Nombre de Mach M | Nombre de Reynolds Re/cm | Pression statique P1 (Pa) | Température statique T1 (K) |
| ---------------- | ------------------------ | ------------------------- | --------------------------- |
| 0.6              | 3,7 × 101                | 27                        | 280                         |
| 0.8              | 5,3 × 101                | 27                        | 266                         |
| 2                | 6 × 104                  | 6,1 × 103                 | 163                         |
| 2                | 2,7 × 101                | 2.7                       | 163                         |
| 2                | 8 × 101                  | 8                         | 163                         |
| 4                | 1,8 × 102                | 2.7                       | 70                          |
| 4                | 5,7 × 102                | 8                         | 70                          |
| 4                | 5 × 103                  | 71.1                      | 70                          |
| 6.8              | 3,55 × 102               | 5.02                      | 97                          |
| 12               | 1,19 × 103               | 1.38                      | 27                          |
| 14.9             | 4,58 × 103               | 3.17                      | 22                          |
| 15.1             | 1,10 × 103               | 0.72                      | 21                          |
| 15.3             | 4,24 × 102               | 0.26                      | 21                          |
| 16               | 11,17 × 102              | 0.58                      | 20                          |
| 16.5             | 59 × 102                 | 3.15                      | 20                          |
| 18.4             | 7,52 × 103               | 2.98                      | 18                          |
| 20               | 8,38 × 102               | 0.21                      | 14                          |
| 20.2             | 2,85 × 102               | 0.07                      | 13                          |
| 21.1             | 6,68 × 103               | 1.73                      | 14                          |

## Diagnostics associés à la soufflerie
Plusieurs types de diagnostics sont associés à la soufflerie : capteurs de pression pour les mesures pariétales, thermocouples, tubes de Pitot, caméra thermique infra-rouge, caméra iCCD & technique de luminescence, balance aérodynamique, sondes électrostatiques, spectrométrie d'émission (proche infra-rouge, visible et VUV) et un canon à électrons .

## Domaine d'utilisation
La soufflerie MARHy est particulièrement adaptée à l'étude des phénomènes aérodynamiques en régime transitionnel à bas nombre de Reynolds. En effet son domaine de fonctionnement simule des altitudes atteignant 100 km avec des écoulements pouvant atteindre MACH 20. Certains travaux effectués sont listés ici :
- étude des écoulements compressibles autour de maquettes
- structure des sillages dans les écoulements supersoniques raréfiés
- contrôle d’écoulements par plasma , par décharge continue et pulsée
- rentrées atmosphériques haute altitude
- simulation expérimentale de la rentrée des débris spatiaux

,,,,,,,

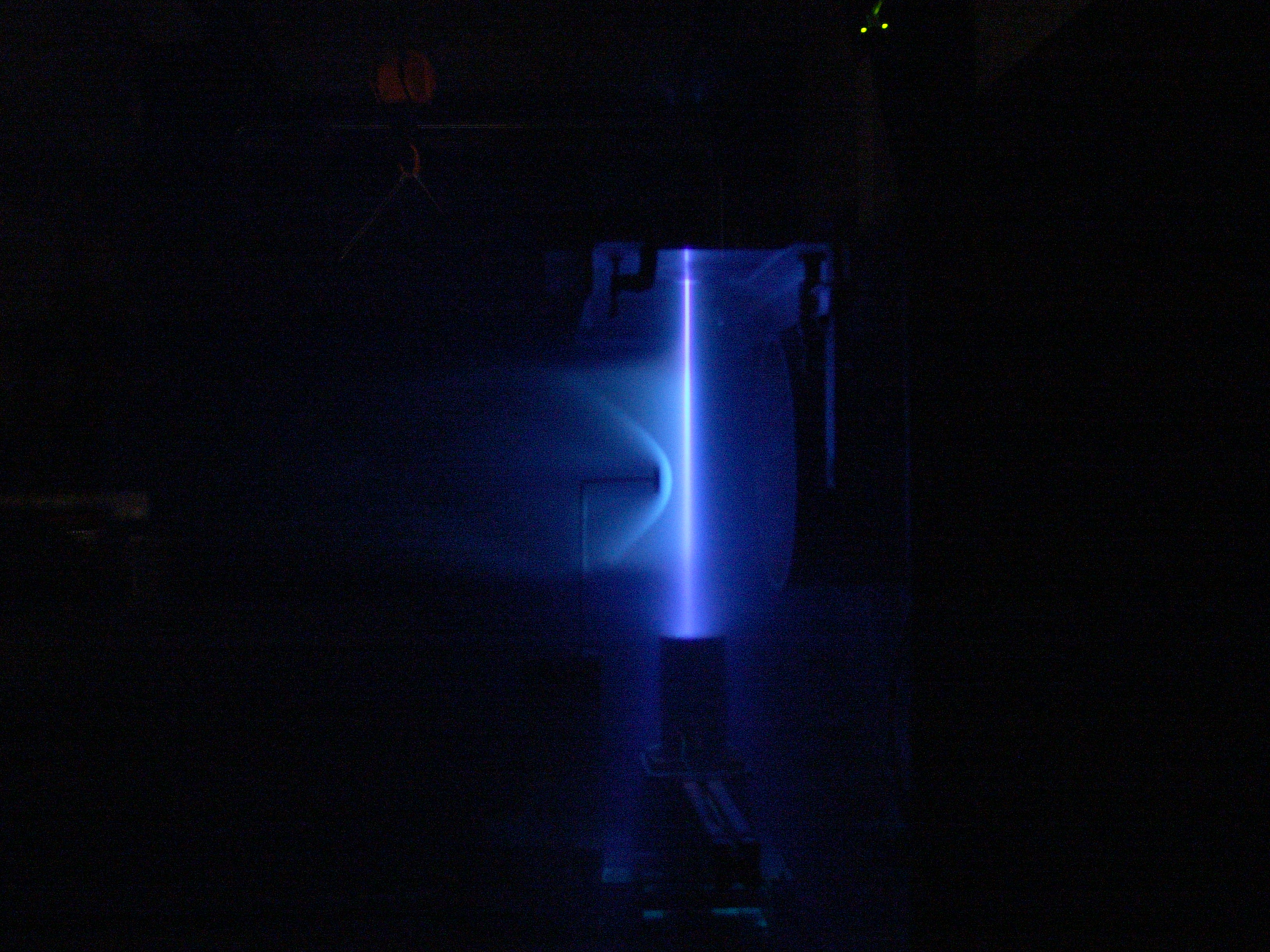
Visualisation du choc d'un disque en point d’arrêt à Mach 2, par canon à électron (ONERA).
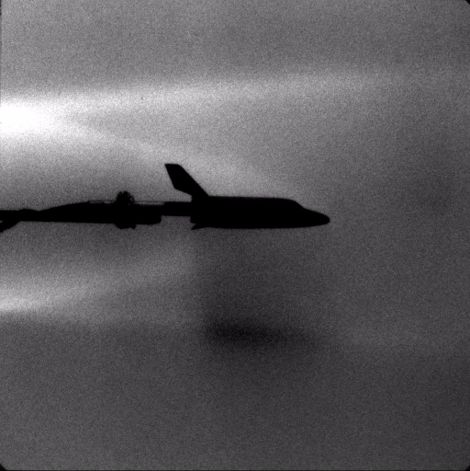
Image de la maquette Hermès dans un écoulement raréfié hypersonique à Mach 20.
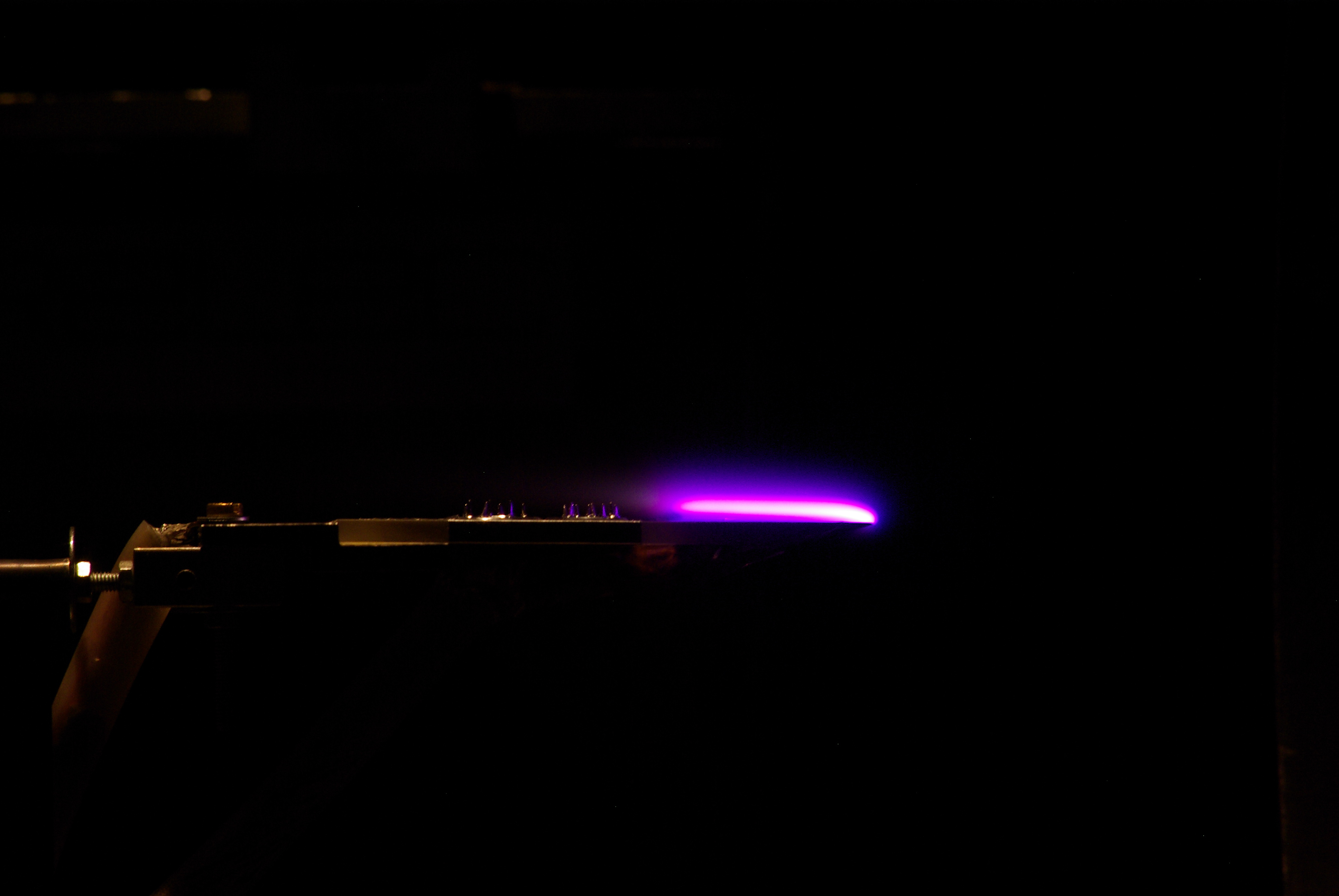
Photo d'une décharge luminescente générée par un actionneur plasma à Mach 4.